# Universidad para la Paz
La Universidad para la Paz (UPAZ) (en inglés: University for Peace o UPEACE) es una institución académica y organización internacional. La universidad fue establecida en 1980 por la Asamblea General de las Naciones Unidas. La UPAZ ofrece programas de posgrado y doctorado relacionados con los estudios de la paz y los conflictos, el desarrollo sostenible, y el derecho internacional. 
La sede de la Universidad para la Paz se encuentra ubicada en un área natural cercana a Ciudad Colón, Costa Rica. La universidad también tiene presencia en otros países, como Somalia y los Países Bajos.

La carta de la Universidad para la Paz, adoptada por la Asamblea General en su resolución 35/55 en 1980, define la misión de la siguiente manera:
Se establece la Universidad con el decidido propósito de brindar a la humanidad una institución internacional de enseñanza superior para la paz y con el objetivo de promover el espíritu de compresión, tolerancia y coexistencia pacifica entre los seres humanos, estimular la cooperación entre los pueblos y ayudar a superar los obstáculos y conjurar las amenazas a la paz y el progreso mundiales, de conformidad con las nobles aspiraciones proclamadas en la Carta de las Naciones Unidas.
Actualmente La UPAZ tiene 124 estudiantes de 47 diferentes países, haciéndola una de las universidades más diversas a nivel global para su tamaño. Los lenguajes de aprendizaje es el inglés y español.
La organización tiene estatus de observador en la Asamblea General de las Naciones Unidas y mantiene una oficina permanente en la Sede de las Naciones Unidas.

## Historia
Con la finalidad de asegurar su libertad académica, la Universidad fue establecida bajo su propia constitución, aprobada por la Asamblea General de la ONU. La UPAZ no está sujeta a las reglas de la ONU y está dirigida por su propia Mesa Directiva compuesta por expertos en temas de paz y seguridad. El Secretario General de la ONU Antonio Guterres es el presidente Honorario de la Universidad.
La misión de la UPAZ se debe de entender en el contexto de paz mundial y de las metas de seguridad propuestas por la ONU. De suma importancia son los temas de educación e investigación en todos los aspectos con la finalidad de construir una base de paz y progreso y de reducir el odio y los prejuicios en los cuales se sustentan la violencia, los conflictos y el terrorismo. La constitución de la UPAZ llama a “contribuir a la tarea universal de educar para la paz a través de la enseñanza, la investigación, la formación de posgrado y la difusión del conocimiento, fundamental para el desarrollo íntegro de la persona humana y la sociedad a través del estudio interdiciplinario de todos los temas relacionados con la paz". 
Han sido profesores de la UPAZ personalidades académicas y políticas como Luis Guillermo Solís, James Rosenau, Celestino del Arenal, o Manuela Mesa.

## Enlaces externos

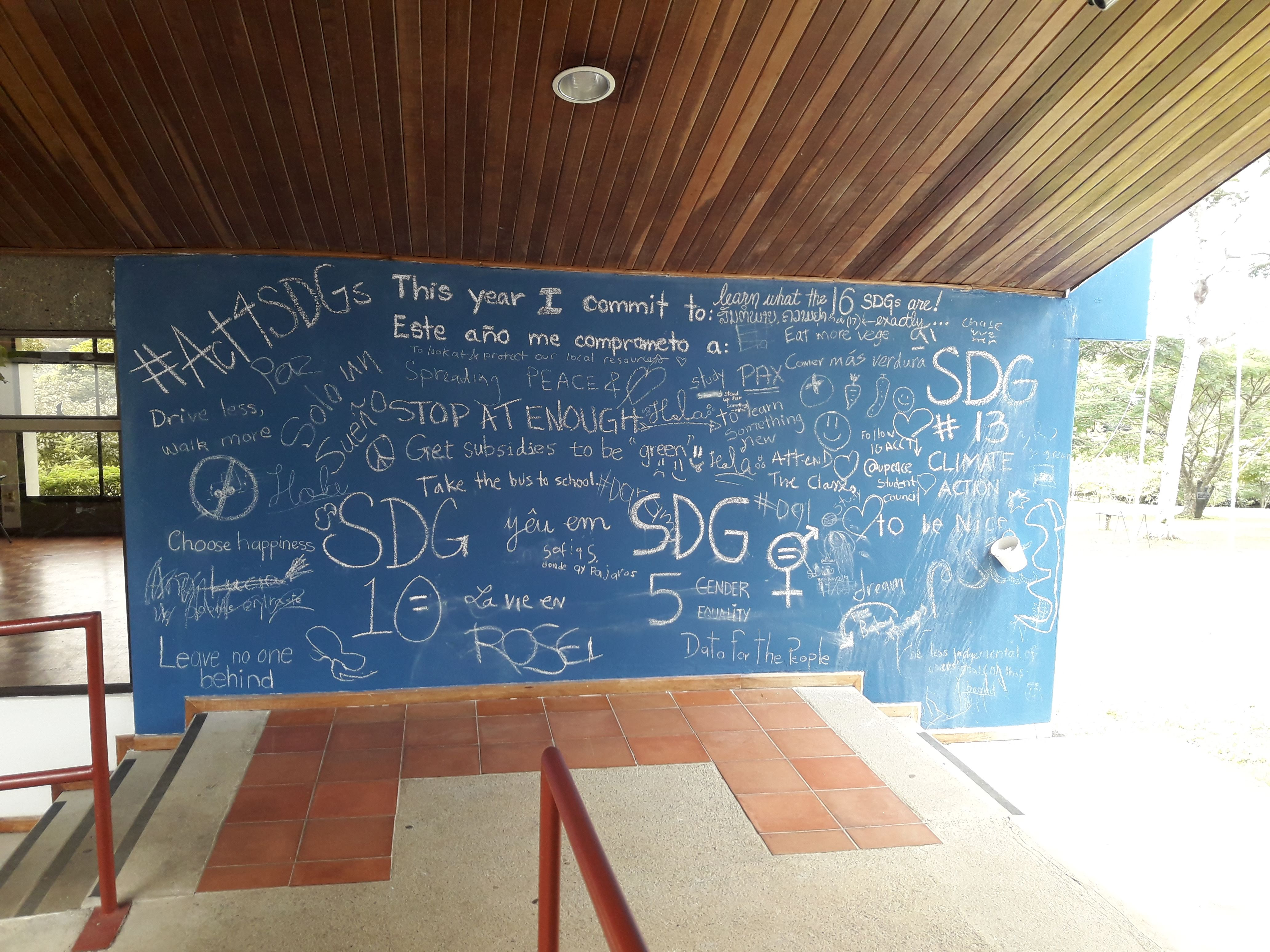
Pared de expresión con tiza.
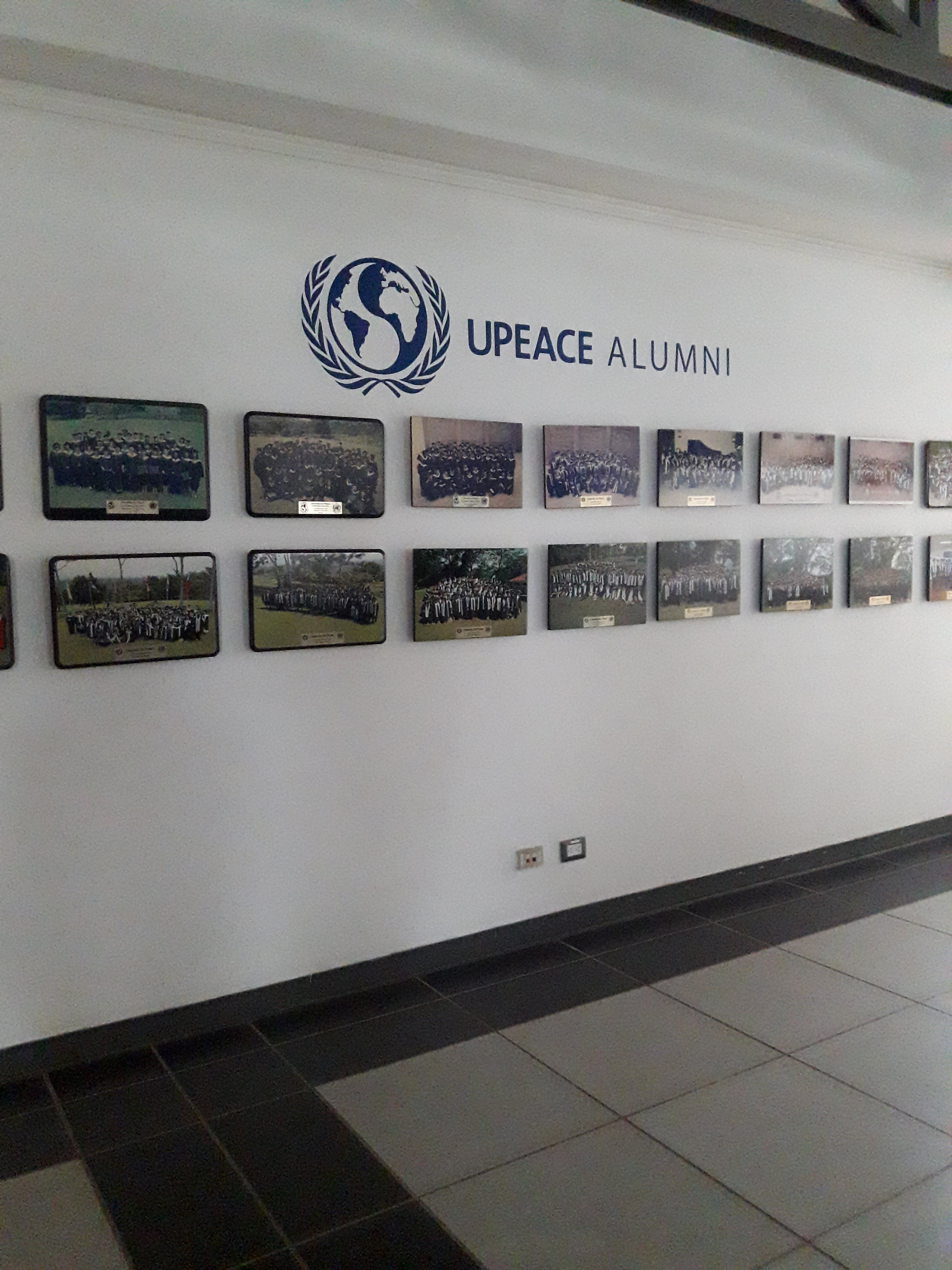
Egresados de la institución.
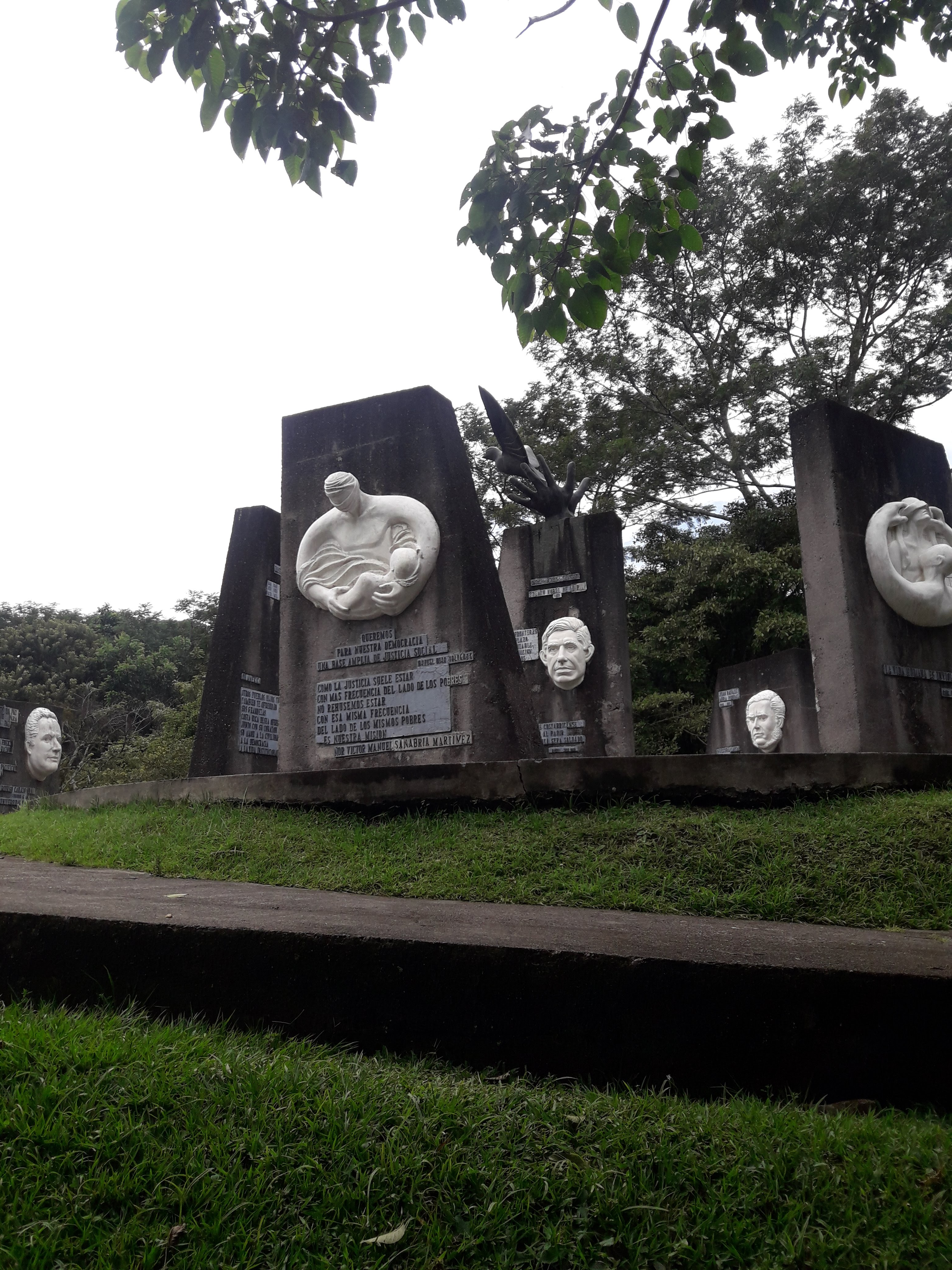
Pilares de la universidad.
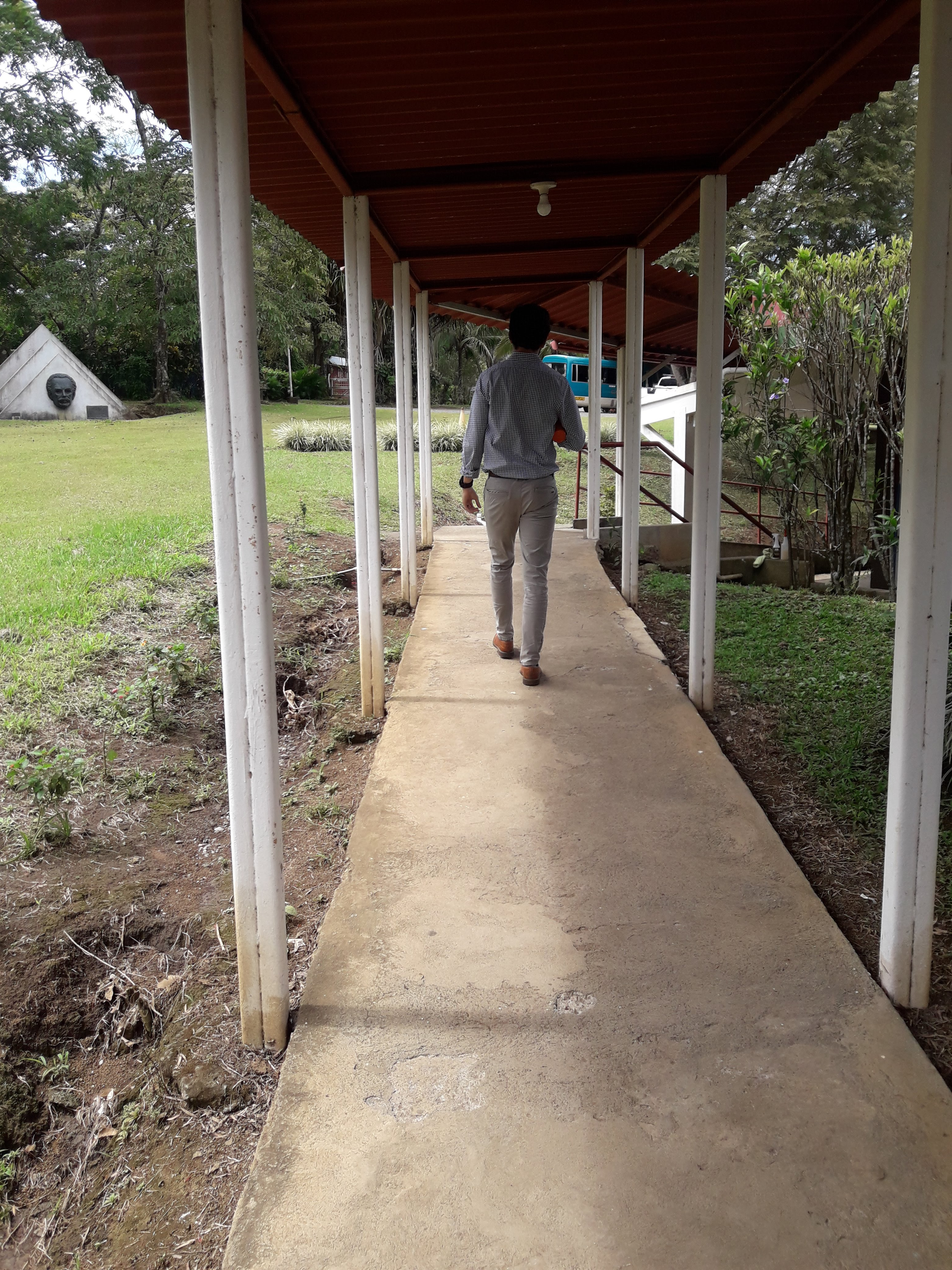
Pasillo a las oficinas.
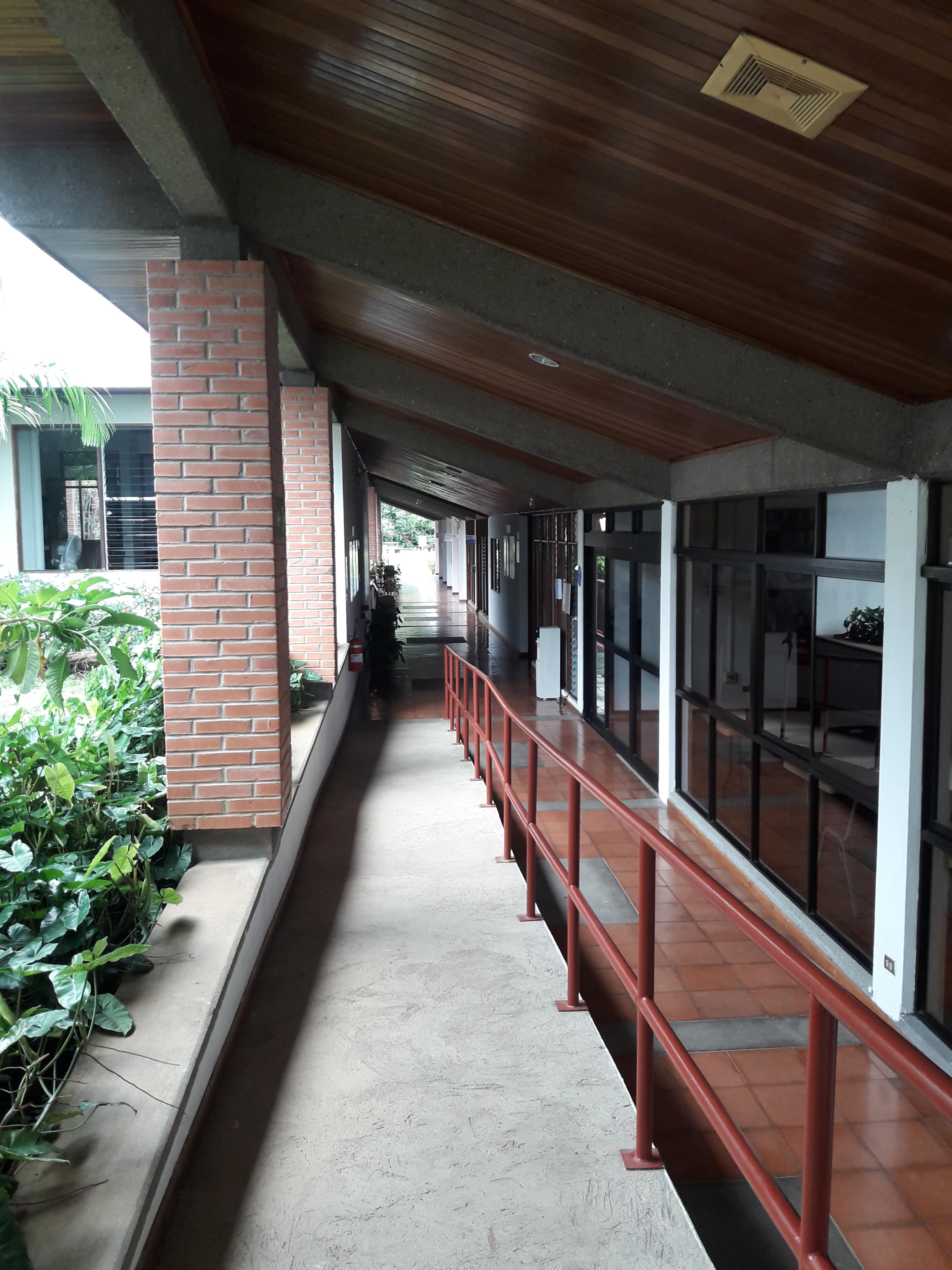
Pasillo de clases.